# John David Coles
John David Coles (* in Vereinigte Staaten) ist ein US-amerikanischer Film- und Fernsehregisseur.

## Leben und Karriere
Er führte bei fünf Episoden der Home-Box-Office-Sitcom Sex and the City Regie, sowie bei einzelnen Episoden von Grey’s Anatomy, Law & Order, The West Wing – Im Zentrum der Macht, Desperate Housewives, Homeland und 11.22.63 – Der Anschlag.
Davor führte er während seines Studiums Regie bei einer Dokumentation über Amherst, die später auf PBS ausgestrahlt wurde. Er arbeitete auch als Assistent von Francis Ford Coppola und führte auch bei Industriefilmen für AT&T und Pepsi Regie. Außerdem gab er sein Fernsehdebüt mit Kurzfilmen für NBCs Saturday Night Live.

## Filmografie (Auswahl)
- 1988: Crossbow
- 1989: Signs of Life
- 1990: Ausgerechnet Alaska (Fernsehserie)
- 1990: Rising Son (Fernsehserie)
- 1991: Darrow
- 1991: I’ll Fly Away
- 1992: The Good Fight
- 1994: Against Her Will: The Carrie Buck Story
- 1994: Birdland
- 1994: Philly Heat
- 1995: Friends at Last
- 1995: New York News
- 1997: Feds
- 1997: Nothing Sacred
- 1998: Sex and the City (Fernsehserie)
- 1998: Maximum Bob
- 1999: The West Wing – Im Zentrum der Macht (Fernsehserie)
- 2000: Wonderland (Fernsehserie)
- 2000: The $treet
- 2001: Criminal Intent – Verbrechen im Visier (Fernsehserie)
- 2002: Push, Nevada
- 2002: The American Embassy
- 2003: Karen Sisco
- 2004: Desperate Housewives (Fernsehserie)
- 2004: Jack & Bobby
- 2005: Grey’s Anatomy (Fernsehserie)
- 2005: Trump Unauthorized
- 2014: House of Cards (Fernsehserie)
- 2014: Power (Fernsehserie)
- 2015: Homeland (Fernsehserie)
- 2016: 11.22.63 – Der Anschlag (Miniserie)
- 2016: Berlin Station (Fernsehserie)
- 2016: Mad Dogs (Fernsehserie)
- 2017: Shots Fired (Fernsehserie)
- 2017: The Sinner (Fernsehserie)
- 2017: The Son (Fernsehserie)
- 2017: Mr. Mercedes (Fernsehserie)
- 2020: FBI: Most Wanted (Fernsehserie)
- 2021: Law & Order: Organized Crime (Fernsehserie)